# Руд-Піш (дегестан)
Руд-Піш (перс. رودپیش) — дегестан в Ірані, в Центральному бахші, в шагрестані Фуман остану Ґілян. За даними перепису 2006 року, його населення становило 14666 осіб, які проживали у складі 3910 сімей.

## Населені пункти
До складу дегестану входять такі населені пункти:
- Ала-Сар
- Ґіґа-Сар
- Ґоль-Афзан
- Ґорбе-Куче
- Ґушлавандан
- Кіябан
- Когне-Ґураб
- Кордабад
- Ладмох
- Мааф-Махале
- Малаван
- Мір-Махале
- Мола-Кух
- Мох-Сар
- Накаре-Чіян
- Новдег
- Пішдег
- Руд-Піш
- Санґ-Біджар
- Сенд-е-Бала
- Сенд-е-Паїн
- Тазеабад-е-Калашем
- Халке-Сара
- Хатіб-Ґураб
- Хесмах
- Хода-Шагр
- Хорамбіше
- Чіран
- Шапуль-Кенар